# Terry Myerson
Terry Myerson (nascido em 1972 ou 1973) era o vice-presidente de software da Microsoft. Myerson e sua equipe eram responsáveis pelo desenvolvimento da plataforma de software para Windows, HoloLens e Xbox. Graduou-se pela Universidade Duke em 1992 e fundou a Intersé Corporation, que a Microsoft comprou em 1997. Na Microsoft, liderou as equipes de software e engenharia por trás do Microsoft Exchange e Windows Phone antes de sua promoção executiva na reorganização de julho de 2013 da companhia.
Myerson deixou a Microsoft em Março de 2018.

## Vida pessoal
Terry Myerson tem uma esposa e três filhos. Seu irmão mais novo trabalha na Microsoft.